# Hajigak-Pass
Der Scheitelpunkt des Hajigak-Passes (hajji gak bedeutet „kleiner Pilger“) in der afghanischen Provinz Bamiyan liegt 3500 m hoch. Der Pass überwindet auf dem Weg von Kabul nach Bamiyan in Zentral-Afghanistan das Koh-e Baba-Gebirge. Von Kabul ausgehend führt der Weg zunächst über den Unai-Pass, dann hinunter nach Gardan Diwal und wieder hinauf zum Hajigak-Pass. Da dieser sehr hoch liegt, kann er bei Schneefall nicht befahren werden. Ein anderer Weg nach Bamiyan führt über den Shibar-Pass, der lediglich 3000 m Höhe überwindet. Daher wird dieser häufiger befahren.
In den Bergen von Hajigak befindet sich ein Eisenvorkommen, das auf 1,8 Milliarden Tonnen geschätzt wird. Es soll von indischen Unternehmen abgebaut und zum iranischen Hafen Tschahbahar transportiert und dann verschifft werden. 